# Supersport United Football Club
El Supersport United Football Club és un club de futbol sud-africà de la ciutat de Pretòria.

## Història
El club s'anomenà anteriorment Pretoria City i Albany City, quan la franquícia fou comprada per M-Net l'any 1994 i adoptà l'actual nom.

## Palmarès
- Premier Soccer League:[3]

2007–08, 2008–09, 2009–10
- Nedbank Cup:[4]

1999, 2005, 2011–12, 2015–16, 2016–17
- Telkom Knockout:[4]

2014
- MTN 8:[4]

2004, 2017, 2019
- Sparletta Cup:

1995
- Second Division :

1995
- Maritzburg United Vs SuperSport United: 2022 20222022